# Ligne de Leppävaara
La ligne urbaine de Leppävaara (finnois : Leppävaaran kaupunkirata), est une ligne de chemin de fer, du réseau de chemin de fer finlandais qui relie les villes de Helsinki et Espoo.

## Infrastructure
La ligne de Leppävaara, reliant Helsinki à Leppävaara via Huopalahti, a été achevée en août 2001. 
C'est également la partie la plus orientale de la voie ferrée côtière menant à Turku,.

## Exploitation
L'itinéraire Helsinki-Leppävaara est assuré en semaine par des trains A fréquents qui s'arrêtent à toutes les gares.
Aux heures creuses, les trains L vont parfois jusqu'à Kirkkonummi.

## Projet de ligne urbaine d'Espoo
Dans le cadre du projet intitulé Ligne urbaine d'Espoo (fi), la ligne devrait être prolongée de Leppävaara à Kauklahti, ce qui signifie que deux autres voies seraient construites sur la voie ferrée côtière entre Leppävaara et Espoo en plus de quatre voies actuelles.
La multiplication des voies permettrait la séparation des trains de banlieue et des trains rapides longue distance sur leurs propres voies, il serait ainsi possible d'augmenter le nombre de trains sur la  voie ferrée côtière.
De nos jours, les trains du centre d'Espoo sont à environ 15 minutes d'intervalle. 
Après l'achèvement de la ligne urbaine d'Espoo, l'intervalle entre trains serait réduit à six minutes.
La ligne urbaine d'Espoo deviendra pertinente lorsque la ligne ELSA (fi) sera construite d'Espoo à Lohjanharju via Hista et Veikkola et peut-être jusqu'à Turku.

## Gares de la ligne

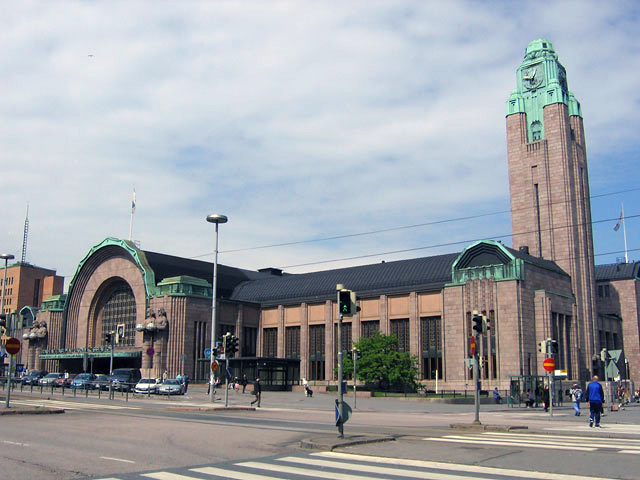
Gare centrale d'Helsinki
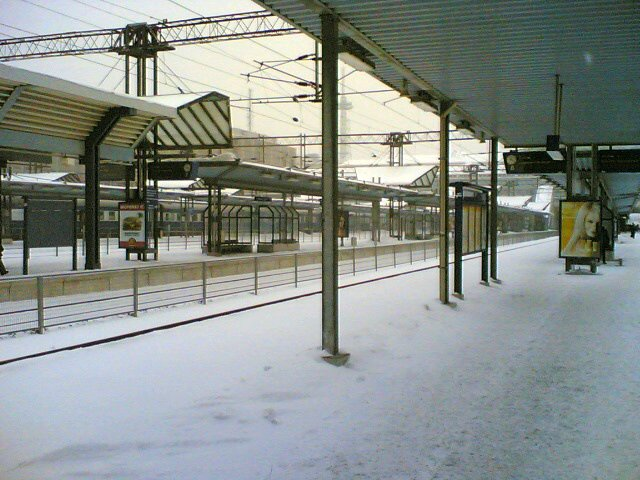
Gare de Pasila
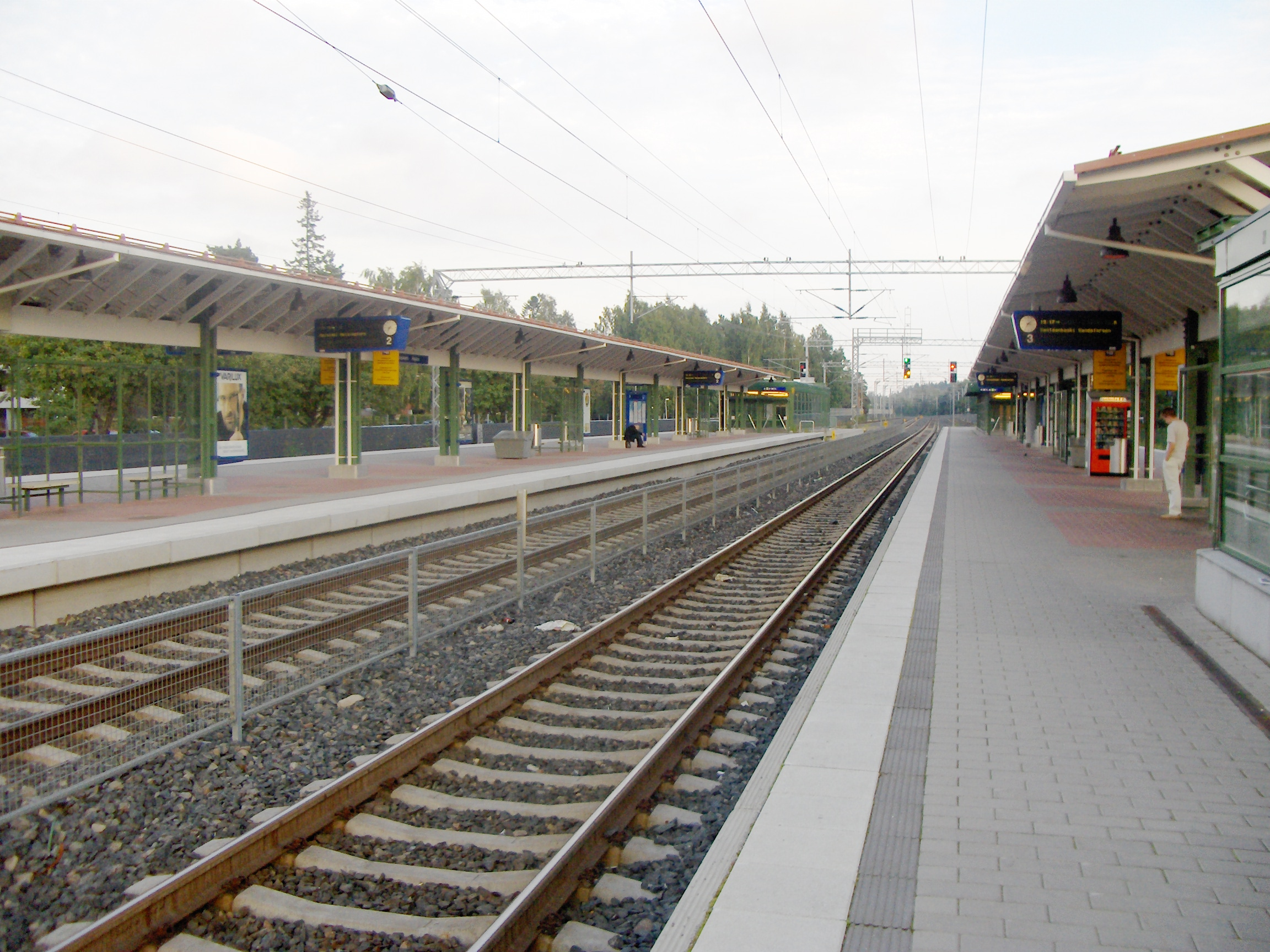
Gare de Huopalahti
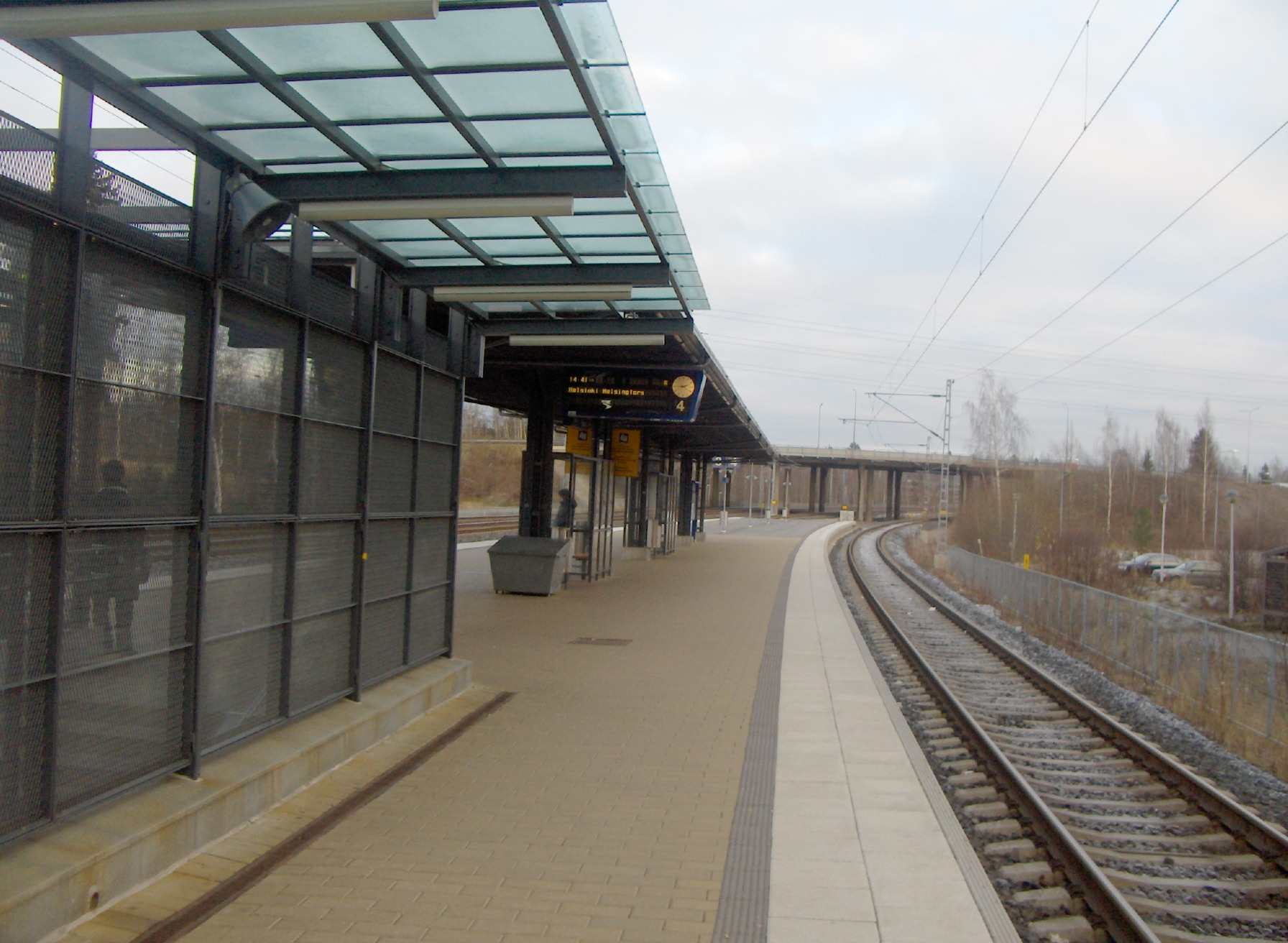
Gare de Valimo
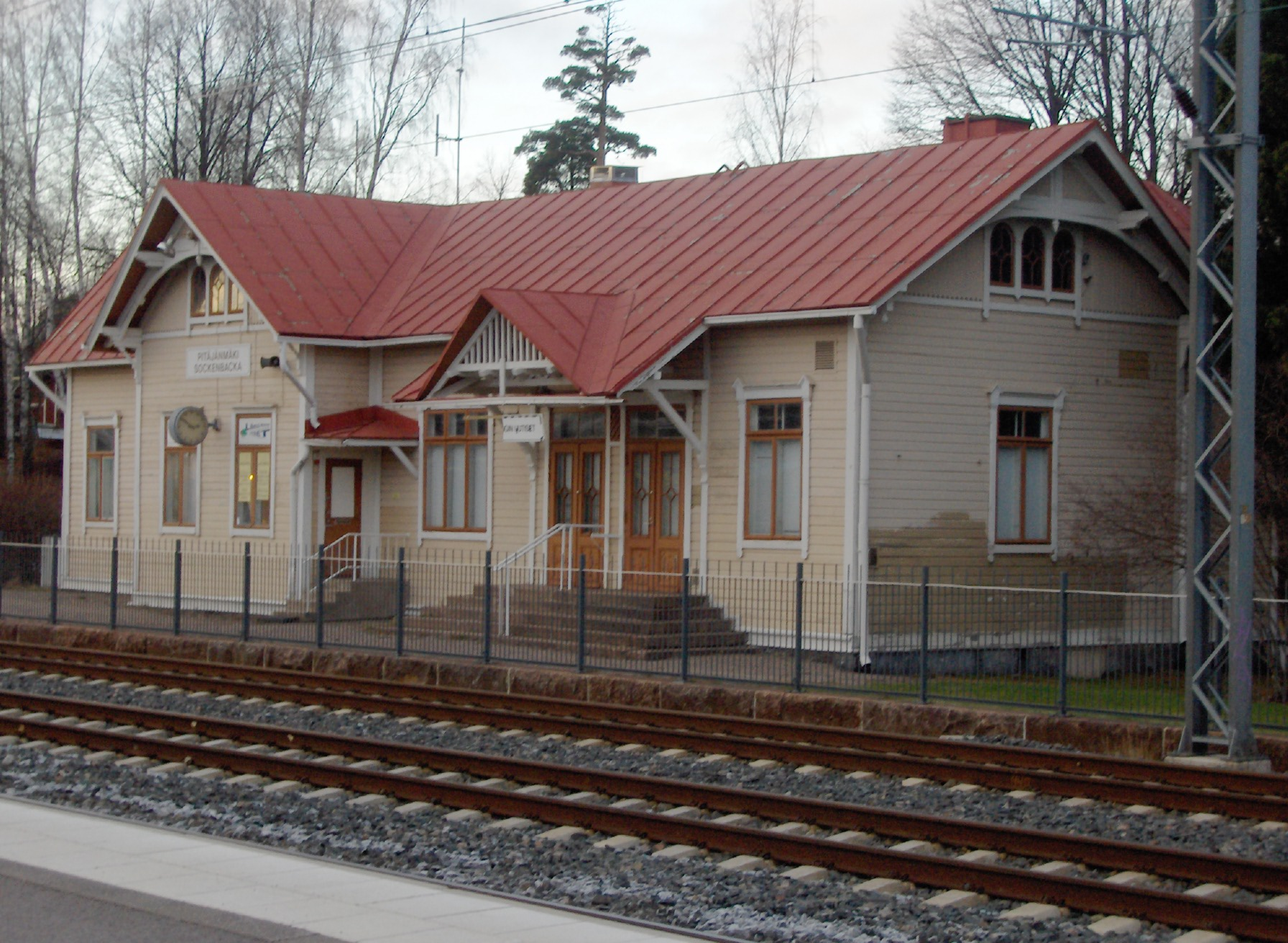
Gare de Pitäjänmäki
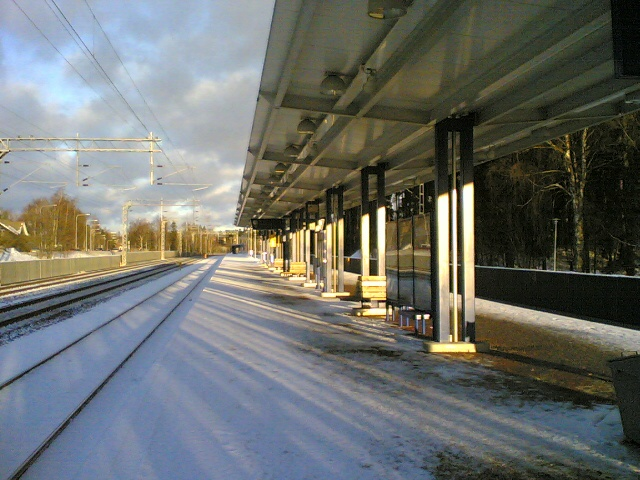
Gare de Mäkkylä
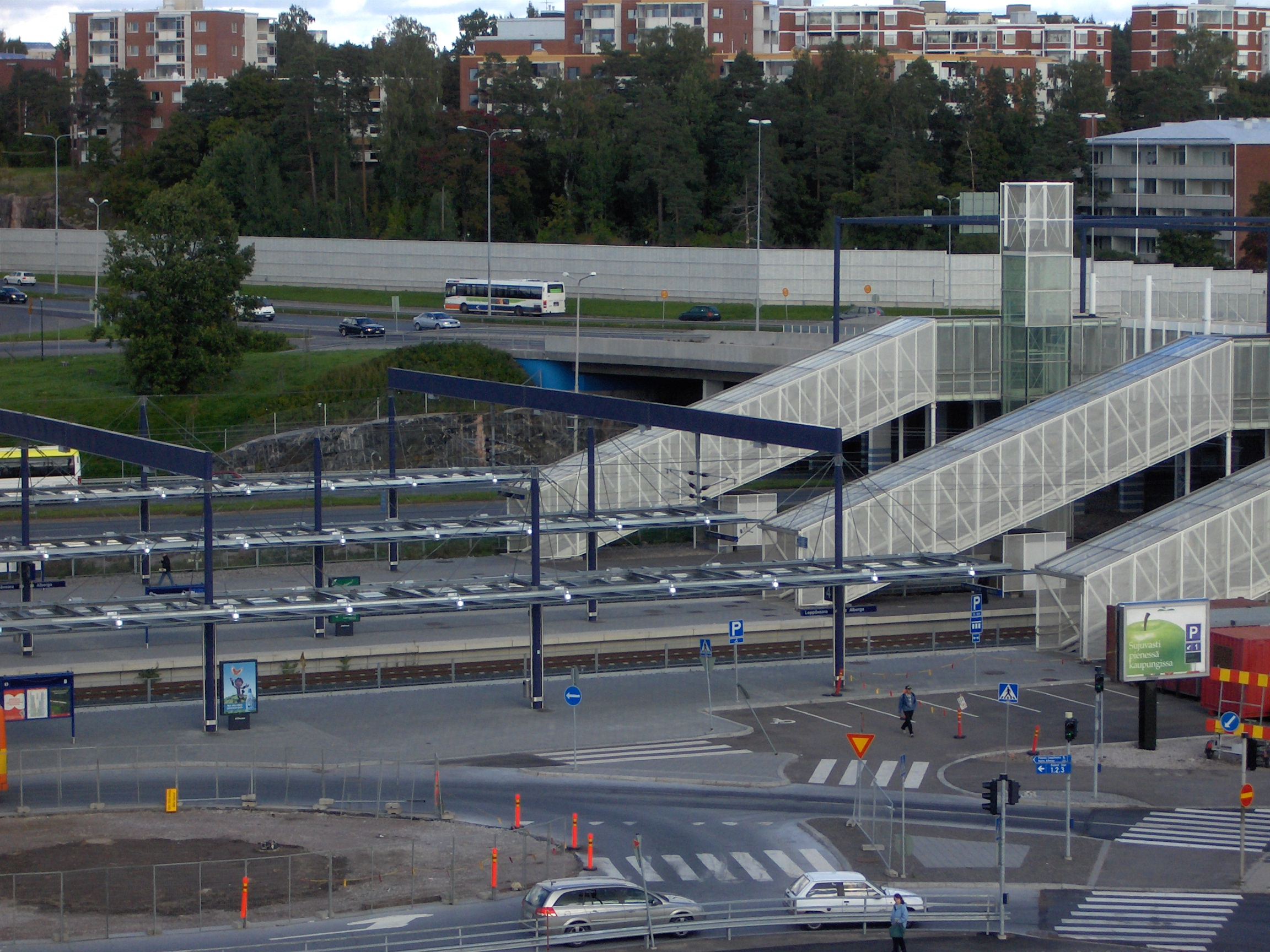
Gare de Leppävaara